# Isabelle Faust

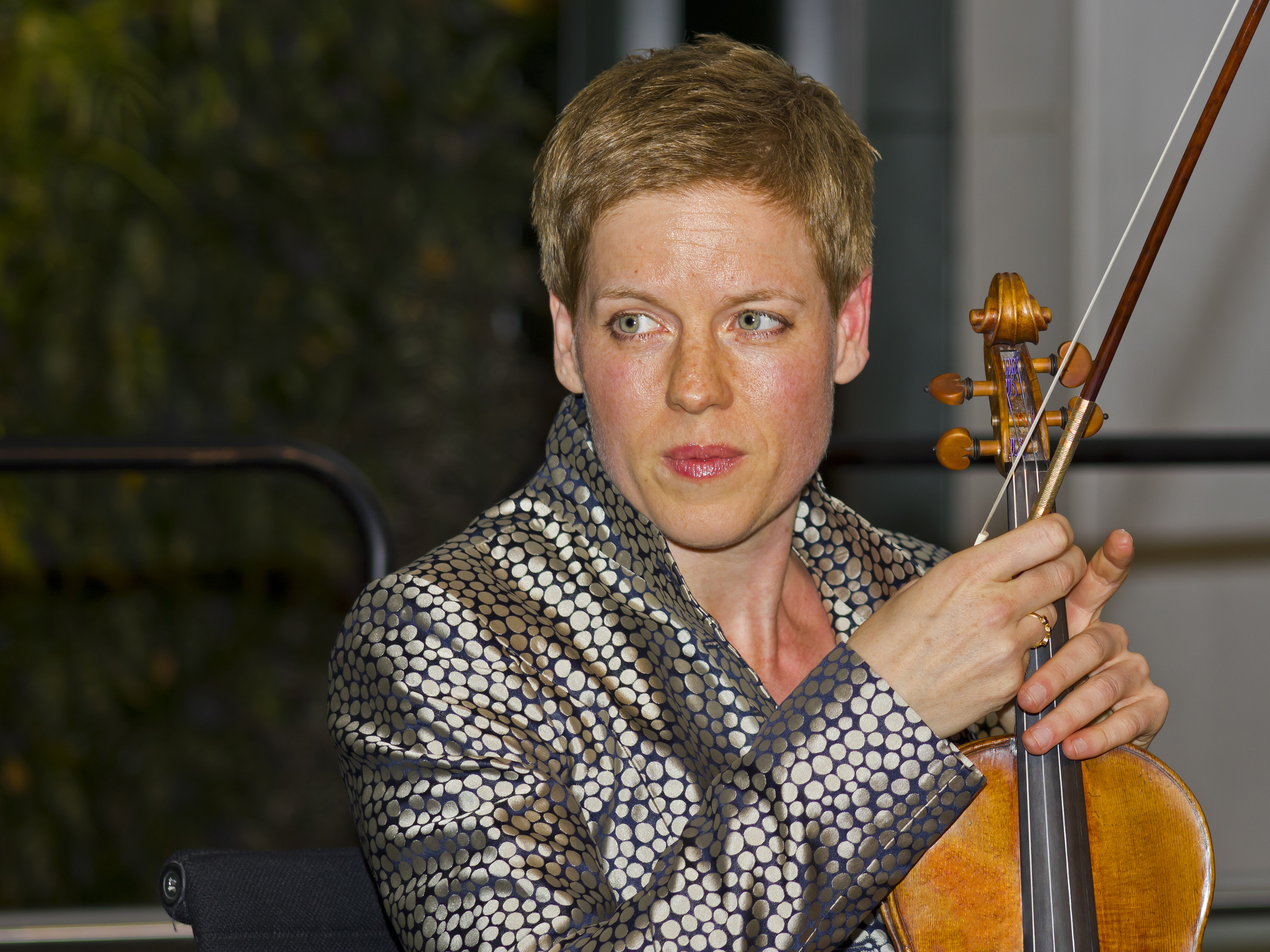
Isabelle Faust bij een cd-presentatie in Berlijn.

Isabelle Faust (Esslingen, 19 maart 1972) is een Duits violiste. Ze won verschillende prijzen.

## Biografie
Faust kreeg haar eerste vioollessen op initiatief van haar vader toen zij vijf jaar oud was. Ook haar broer Boris Faust had talent en werd later professioneel altviolist.
Faust nam les bij Christoph Poppen en Dénes Zsigmondy. Nadat zij als eerste Duitse violist de Premio Paganini had gewonnen woonde ze 9 jaar in Frankrijk, waar zij haar echtgenoot ontmoette, met wie zij een zoon kreeg. In 2004 werd zij benoemd tot hoogleraar viool aan Universiteit voor de Kunsten in Berlijn. Faust woont in Berlijn. Sinds 1996 bespeelt ze een Stradivariusviool die de "Sleeping Beauty" (Schone slaapster) wordt genoemd. Deze viool, die uit 1704 stamt, heeft Faust te leen gekregen van de Landesbank Baden-Württemberg. Overigens treedt ze ook op met barokviolen en bijbehorende strijkstokken.
Faust heeft opgetreden als gastsoliste met de belangrijkste internationale orkesten. Naast de opnames die hieronder zijn genoemd heeft zij werk opgenomen van onder meer Johann Sebastian Bach, Wolfgang Amadeus Mozart, Ludwig van Beethoven, Antonín Dvořák, Robert Schumann, Franz Schubert, Johannes Brahms (waaronder het vioolconcert), Cesar Franck, Alban Berg, Witold Lutosławski, Bohuslav Martinů, André Jolivet en Claude Debussy.
Voor haar bekroonde cd met composities van Bartók verdiepte zij zich in de brieven van Bartók aan Stefi Geyer, waarbij zij verschillende bronnen van de stukken, vingerzettingen, notities en tempomarkeringen uit de archieven in Boedapest raadpleegde om het concert nieuw leven in te blazen. Ook schreef zij de toelichting bij de cd. Op een zelfde soort manier heeft Faust zich verdiept in het vioolconcert van Mendelssohn.
Zij houdt ook van modernere muziek en heeft gespeeld in diverse wereldpremières, onder andere van Olivier Messiaen, Werner Egk, and Jörg Widmann. Zij speelt ook werk van Ligeti, Lachenmann en Widmann.
Faust werkte veel samen met de in 2014 overleden dirigent Claudio Abbado en is sinds 2016 vaste partner van het door Abbado opgerichte Mahler Chamber Orchestra.
In 2013/2014 was Faust artist-in-residence bij het Nederlands Philharmonisch Orkest. In 2014 trad zij op met het Amsterdam Sinfonietta. In 2015 speelde Faust met het Koninklijk Concertgebouworkest het Vioolconcert in e kl.t. van Mendelssohn, met als dirigent Daniel Harding. In 2017 speelde zij als invaller met hetzelfde orkest, onder leiding van Myung-Whun Chung, het Vioolconcert van Brahms. In dit concert speelde Faust de cadens die Busoni in 1913 gecomponeerd had in plaats van de gebruikelijke cadens van Joachim.
De Russische pianist Alexander Melnikov is haar vaste kamermuziekpartner. Ze maakte reeds talrijke cd-opnamen met hem, waaronder de vioolsonates van Brahms, Mozart en Beethoven.

## Onderscheidingen en prijzen
- 1987: Leopold Mozart Concours (Augsburg), eerste prijs.
- 1990: Premio Quadrivio Competition (Rovigo, Italië), eerste prijs.
- 1993: Paganini Concours in Genua, Italië, eerste prijs.
- 1994: Förderpreis des Landes Nordrhein-Westfalen für junge Künstlerinnen und Künstler.
- 1997: Gramophone Award voor "Jonge artiest van het jaar" voor haar eerste cd met de solo-vioolsonate en de Vioolsonate no. 1 van Béla Bartók op Harmonia Mundi.
- 2002: Cannes Classical Award voor haar opname van het Concerto funèbre van Karl Amadeus Hartmann, voor het label ECM.
- 2010: Diapason d'Or van het jaar voor haar opname van de Sonates en partita's voor soloviool van Johann Sebastian Bach voor Harmonia mundi.
- 2012: Gramophone Award (VK), Echo Klassik-prijs (Duitsland) en de Franse Diapason d'Or, alle drie voor haar opname van de vioolsonates van Ludwig van Beethoven samen met pianist Alexander Melnikov voor Harmonia Mundi.

- Bibsys: 4085661
- Bibliothèque nationale de France: cb13999479j (data)
- CiNii: DA15555825
- Gemeinsame Normdatei: 128817380
- International Standard Name Identifier: 0000 0001 1450 7812
- Library of Congress Control Number: no00091210
- MusicBrainz: b12b238a-c19b-4160-8b06-17c7b1fc3be6
- Nationale Bibliotheek van Tsjechië: xx0081566
- Nationale Bibliotheek van Israël: 987007456392405171
- Nationale Bibliotheek van Polen: a0000002176231
- Système universitaire de documentation: 083440747
- Virtual International Authority File: 85838138
- WorldCat: E39PBJbtk8TMMH6jwRHVJjXmVC